# TNT (virksomhed)
 For alternative betydninger, se TNT. (Se også artikler, som begynder med TNT)
TNT Express Worldwide er en verdensomspændende transportvirksomhed, som tilbyder internationale tjenester indenfor post samt dokument- og pakketransport.
Virksomheden har hovedsæde i Hoofddorp i Holland, og blev grundlagt i 1946.

## Systemet
Alle pakker leveres til et lokalt varehus. En kurér henter pakkerne i varehuset og afleverer dem på den adresse, som står på pakkerne. Kuréren kan også hente pakkerne på et bestemt sted, hvor de sorteres og sendes til et varehus tæt på kundens adresse.